# Махнин, Валерий Леонидович
Валерий Леонидович Махнин (род. 13 июля 1951, Петровское, Курганская область) — генерал-лейтенант авиации (2005), доктор военных наук (1997), профессор, действительный член Академии военных наук, Заслуженный работник высшей школы Российской Федерации.

## Биография
Валерий Леонидович Махнин родился 13 июля 1951 года в селе Петровском Петровского сельсовета Юргамышского района Курганской области, ныне село входит в Красноуральский сельсовет того же района и области.
Окончил Петровскую начальную школу, в 1968 году окончил Юргамышскую среднюю школу. В 1972 году окончил Челябинское высшее военное училище штурманов по специальности самолетовождение с присвоением квалификации военный штурман-инженер, был направлен в учебный полк Оренбургского высшего военного авиационного училища летчиков на должность штурмана-инструктора, с декабря 1975 года — преподаватель.
В сентябре 1980 года поступил и в 1983 году майор Махнин окончил Военно-воздушную академию имени Ю. А. Гагарина. Поступил в очную адъюнктуру Военно-воздушной академии имени Ю. А. Гагарина. В сентябре 1986 года окончил адъюнктуру защитой кандидатской диссертации на соискание ученой степени кандидат военных наук.
С 1986 года в Военно-воздушной академии имени Ю. А. Гагарина — преподаватель, старший преподаватель, заместитель начальника кафедры. В Военной академии Генерального штаба Вооружённых сил Российской Федерации был старшим преподавателем, доцентом кафедры.
В 1994 году подполковник Махнин В. Л. поступил в докторантуру Военно-воздушной академии им. Ю. А. Гагарина. В 1997 году подполковник Махнин В. Л. оканчил докторантуру защитой диссертационной работы на соискание ученой степени доктор военных наук.
С октября 1997 года подполковник Махнин В. Л. проходил службу на должностях старшего преподавателя и начальника научно-исследовательского отдела Военно-воздушной академии им. Ю. А. Гагарина.
В сентябре 2001 года полковник Махнин В. Л. назначен на должность старшего преподавателя, а затем доцента кафедры Оперативного искусства ВВС в Военной академии Генерального штаба Вооружённых Сил Российской Федерации. В 2002 году прошёл повышение квалификации в Военной академии Генерального штаба Вооружённых Сил Российской Федерации. В 2003 году присвоено звание генерал-майор авиации.
В апреле 2005 года генерал-майор Махнин В. Л. назначен на должность заместителя начальника Военно-воздушной академии им. Ю. А. Гагарина по учебной и научной работе. За грамотную организацию учебного и научного процесса генерал-майору Махнину В. Л. присвоено очередное воинское звание генерал-лейтенант авиации.
С января 2010 по февраль 2012 года работал профессором в ВУНЦ ВВС «ВВА им. профессора Н. Е. Жуковского и Ю. А. Гагарина».
С февраля 2012 года работал профессором в Военно-техническом университете МО РФ.
С ноября 2014 года — главный научный сотрудник Научно-исследовательского центра Военного института (управления обороной), действующего в составе Военной академии Генерального штаба Вооруженных Сил Российской Федерации.
Генерал-лейтенант авиации В. Л. Махнин — ведущий учёный в области оперативного искусства и тактики Военно-воздушных сил Российской Федерации. Под руководством профессора Валерия Леонидовича подготовлены пять кандидатов военных наук и один доктор военных наук. Является автором более 120 научных и учебно-методических трудов.
Валерий Леонидович Махнин — генерал-лейтенант авиации, военный штурман-инструктор первого класса, имеет общий налёт более 1000 часов, освоил четыре типа самолётов фронтовой бомбардировочной авиации (Ли-2, Ил-28, Ту-134УБЛ, Су-24, Су-24М).
Валерий Леонидович Махнин — спортсмен, более десяти лет был тренером академической секции карате кёкусинкай, обладатель почётного чёрного пояса.

## Награды и звания
- Заслуженный работник высшей школы Российской Федерации,
- Действительный член Академии военных наук.
- ордена и медали, награды общественных объединений, в т.ч.:
  - Юбилейная медаль «60 лет Вооружённых Сил СССР»
  - Юбилейная медаль «70 лет Вооружённых Сил СССР»
  - Медаль «За безупречную службу» II и III степени
  - Медаль «За воинскую доблесть» II степени
  - Медаль «За укрепление боевого содружества»
  - Медаль «200 лет Министерству обороны»

## Семья
- Отец Махнин Леонид Афанасьевич, род. 19 августа 1924 года в селе Скоблино, ныне Юргамышского района Курганской области, с 1942 года военнослужащий пограничных войск, участник Великой Отечественной войны.
- Мать Махнина (Ковалева) Валентина Александровна, род. 6 декабря 1927 года в селе Петровском Юргамышского района Курганской области. По профессии телефонистка.
- Сестра, род. 29 июня 1954 года, бухгалтер.
- Жена Махнина (Дерюгина) Галина Григорьевна
- Сын Олег, род. 1974 год, проходит военную службу в Вооруженных силах Российской Федерации.